# Lipiński IV
Lipiński IV (Szur-Lipiński, Lew odmienny) – kaszubski herb szlachecki, według Przemysława Pragerta odmiana herbu Lew.

## Opis herbu
Opis z wykorzystaniem zasad blazonowania, zaproponowanych przez Alfreda Znamierowskiego:
W polu lew wspięty, ukoronowany. Barwy nieznane. Klejnot: nad hełmem w koronie pół lwa jak w godle. Labry w nieznanych barwach.

## Najwcześniejsze wzmianki
Pieczęć z XVIII-XIX wieku z opisem J. Szur-Lipiński.

## Herbowni
Lipiński z przydomkiem Szur.